# I Told Them...
I Told Them... è il settimo album in studio del cantante nigeriano Burna Boy, pubblicato nel 2023.

## Tracce
1. I Told Them (featuring GZA) – 3:09
2. Normal – 2:04
3. On Form – 3:42
4. Sittin' on Top of the World (featuring 21 Savage) – 3:08
5. Tested, Approved & Trusted – 3:40
6. Cheat on Me (with Dave) – 3:42
7. Virgil – 1:07
8. Big 7 – 2:23
9. Dey Play – 2:33
10. City Boys – 2:33
11. Giza (featuring Seyi Vibez) – 2:59
12. 12 Jewels (featuring RZA) – 0:27
13. If I'm Lying – 3:17
14. Thanks (featuring J. Cole) – 3:36
15. Talibans II (with Byron Messia) – 2:56

## Classifiche
| Classifica (2023) | Posizione raggiunta |
| ----------------- | ------------------- |
| Regno Unito       | 1                   |
| Stati Uniti       | 31                  |